# Liste der Menhire im Saarland
Die Liste der Menhire im Saarland umfasst alle bekannten Menhire auf dem Gebiet des heutigen Bundeslandes Saarland.

## Liste der Menhire
- Menhir: Nennt die Bezeichnung des Menhirs sowie gebräuchliche Alternativbezeichnungen
- Ort: Nennt die Gemeinde und ggf. den Ortsteil, in dem sich der Menhir befindet.
- Landkreis: Nennt den Landkreis, dem die Gemeinde angehört. HOM: Saar-Pfalz-Kreis; MZG: Landkreis Merzig-Wadern; WND: Landkreis St. Wendel
- Typ: Unterscheidung verschiedener Untertypen:[1]
  - Menhir: ein einzeln stehender, unverzierter und nicht mit einem Grab verbundener Stein
  - Grabstele: ein auf einem Grabhügel stehender Stein

| Menhir                                                  | Ort                         | Landkreis | Typ       | Anmerkungen                          | Bild                 |
| ------------------------------------------------------- | --------------------------- | --------- | --------- | ------------------------------------ | -------------------- |
| Menhir von Blieskastel („Gollenstein“)                  | Blieskastel                 | HOM       | Menhir    | höchster Menhir Mitteleuropas        | Gollenstein          |
| Menhir am Roten Hübel                                   | Homburg                     | HOM       | Grabstele |                                      |                      |
| Menhir von Kirrberg                                     | Homburg, OT Kirrberg        | HOM       | Grabstele |                                      |                      |
| Menhir von Oberlöstern                                  | Wadern, OT Oberlöstern      | MZG       |           |                                      |                      |
| Menhir von Rentrisch („Spellenstein“)                   | St. Ingbert, OT Rentrisch   | HOM       | Menhir    |                                      | Spellenstein         |
| Menhir von Scheiden („Keltenstein“)                     | Losheim am See, OT Scheiden | MZG       |           |                                      | Megalith Scheiden    |
| Menhir von Sengscheid („Fünfkantstein“, „Teufelstisch“) | St. Ingbert, OT Sengscheid  | HOM       |           | Menhir oder natürliche Felsformation | Teufelstisch         |
| Menhir von Tholey („Storchenstein“, „Keltenstein“)      | Tholey                      | WND       |           |                                      |                      |
| Menhir von Walhausen („Hinkelstein“)                    | Nohfelden, OT Walhausen     | WND       | Menhir    |                                      | Menhir von Walhausen |